# Municipalità regionale della contea di Arthabaska
La municipalità regionale di contea di Arthabaska è una municipalità regionale di contea del Canada, localizzata nella provincia del Québec, nella regione di Centre-du-Québec.
Il suo capoluogo è Victoriaville.

## Città principali
- Daveluyville
- Kingsey Falls
- Victoriaville
- Warwick